# Uniwersytet Techniczno-Ekonomiczny w Budapeszcie
Uniwersytet Techniczno-Ekonomiczny w Budapeszcie, dosł. Budapeszteński Uniwersytet Techniczno-Ekonomiczny (węg. Budapesti Műszaki és Gazdaságtudományi Egyetem) – węgierski uniwersytet w Budapeszcie.

## Historia
Początki uniwersytetu sięgają 1635 roku, kiedy to założono uczelnię w Trnawie. Pod koniec XVIII wieku instytucję tę przeniesiono do Budy. W 1782 Józef II Habsburg założył Institutum Geometricum, który był częścią Wydziału Nauk Wyzwolonych na Uniwersytecie w Budzie. Institutum Geometricum w 1850 połączyło się z József Ipartanoda (Kolegium Techniczne im. Józefa). Uczelnia wielokrotnie zmieniała nazwę; obecną nosi od roku 2000.

## Wydziały
W ramach uniwersytetu działają następujące wydziały:

- Wydział Inżynierii Lądowej i Wodnej (ÉMK)
- Wydział Inżynierii Mechanicznej (GPK)
- Wydział Architektury (ÉPK)
- Wydział Technologii Chemicznej i Biotechnologii (VBK)
- Wydział Elektryczno-Informatyczny (VIK)
- Wydział Transportu (KJK)
- Wydział Nauk Przyrodniczych (TTK)
- Wydział Nauk Ekonomicznych i Społecznych (GTK).

| Ranking           | Ranking          |
| Rankingi krajowe  | Rankingi krajowe |
| Ranking           | 2014             |
| ----------------- | ---------------- |
| Webometrics       | 2                |
| Rankingi światowe |                  |
| Webometrics       | 428              |

## Znani absolwenci
Wśród absolwentów uniwersytetu znajdują się nobliści:

- Dennis Gabor
- George Andrew Olah
- Wigner Jenő
- Fülöp von Lénárd
- Ernő Rubik